# Arado Ar 69
Ar 69 — немецкий учебно-тренировочный самолёт, разработанный немецкой фирмой Arado Flugzeugwerke. 

## История
Самолет разрабатывался на основе конструкции биплана Arado Ar 66 как конкурент учебно-тренировочного самолёта фирмы Focke-Wulf Fw.44 Stieglitz. Выпуск самолёта был начат в 1934 году. Первой версией самолёта стал Ar 69a весивший 505 килограмм и оборудованный двигателем Argus С8B. За ней последовала в 1935 году версия Ar 69b, оборудованная двигателем Siemens SH 14 мощностью 148 л.с. , обеспечивавший скорость 184 км/ч. К концу 1936 года было построено всего семь экземпляров самолёта. Прекращение производства самолёта было связано с началом выпуска модели Ar 76.

## Модификации
- Ar 69a: прототип с инвертированным 4-цилиндровым рядным двигателем воздушного охлаждения Argus As 8B, 1934. Построен 1 (D-2821).
- Ar 69b:  второй прототип; 7-цилиндровый звездообразный двигатель BMW-Bramo Sh 14 A (140 л.с.), 1 экземпляр (D-EPYT, 1935).
- Ar 69 A: развитие Ar 69a; 4-цилиндровый рядный двигатель Hirth HM 504 A (105 л.с.).
- Ar 69 B: развитие Ar 69b; звездообразный двигатель Siemens-Halske Sh 14AA (150 л.с.). Построено 7.

## Лётно-технические характеристики
Двигатель:
тип: 1 ПД Siemens SH 14
мощность = 148 л. с.
Размах крыла, м = 9,00
Длина самолёта, м = 7,22
Высота самолёта, м = 3,02
Площадь крыла, м² = 20,75
Масса, кг:
пустого самолёта = 505
взлётная = 805
Максимальная скорость, км/ч = 184
Практический потолок, м =5600
Дальность полёта, км = 560